# Народные приметы о погоде
Народные приметы о погоде — сохраняющиеся в народе и передаваемые из поколения в поколение сведения о различных признаках, указывающих на предстоящие явления погоды.

## Отношение метеорологов к погодным приметам
Метеорологи, как правило, считают, что такие приметы как нижеприведенные ничего в себе не несут, кроме как юмор и фольклор: «Если собаки много спят и мало едят — будет дождь», «Собаки катаются по земле — быть дождю или снегу».
Но такие приметы как: «Серёжки на клёнах — сей свеклу», «Зацвела фиалка — сей морковь и петрушку», «Если лист берёзы развернётся полностью — можно сажать картофель», являются обоснованными, так как растения реагируют на изменения температуры, влажности в окружающей среде и ведут себя соответствующим образом: начинают цвести какие-то деревья или же цветок раскрывается и начинает издавать более сильный запах и много других признаков, указывающих на изменения в погоде.
Людям приходилось уметь ориентироваться в погодных явлениях затем, чтобы вовремя собрать или посеять урожай или начать другие земледельческие работы:

Уже очень давно люди ориентируются на народные приметы, которые основаны на наблюдении человека за поведением животных и растений и их реакцией на изменения погоды. Эти сведения имеют большую научную ценность и помогают прогнозировать погоду. 

## Причины, почему приметы могут не сбываться
По одной из версий, когда создавались народные приметы был совсем другой климат. Зимы были более холодные, лето не такое жаркое, то есть они создавались совсем для других времён, а точнее для других климатических эпох.
Однако основная причина несостоятельности народных примет о погоде заключается в глобальном характере климатических процессов и локальном характере наблюдений за ними. Например, в средней полосе России, где и сформировалось значительное количество народных примет, погода формируется под влиянием процессов в Атлантическом океане и в Арктике, тогда как на самой европейской территории России центров действия атмосферы нет. Поэтому долгосрочный прогноз погоды для средней полосы России можно составить только имея информацию о динамике атмосферных процессов на большей части Северного полушария Земли, а не в конкретной точке. Например, Атлантические циклоны, которые осенью определяют погоду в России зарождаются ещё в начале лета, а к августу уже формируется их траектория от которой зависит будет ли осень теплой и сухой, если циклон пойдет севернее или мокрой и холодной — если южнее. Имея полную информацию о циклонах ещё в июле метеобюро способны предсказать характер осени. Но наблюдения на локальной метеостанции в глубине России, не говоря уж о народных приметах, такой информации не дадут, так как по какой бы траектории циклоны не двигались летом, свое влияние на погоду в России они ещё не распространяют, поскольку над Европой и Сибирью ещё господствуют другие воздушные массы, определяющие погоду в момент наблюдения, но не оказывающие влияние на траектории циклонов, которые придут осенью и не зависят от них. Поведение перелетных птиц тоже не позволяет предсказать эти процессы, так как маршруты их полета пролегают вдалеке от «кухонь погоды».
Тем не менее, для краткосрочных и оперативных прогнозов, ряд народных примет вполне применим. И этим зависимостям есть научное обоснование. Например, известная примета «Дым столбом — к морозу, коромыслом — к оттепели» связана изменением плотности приземного воздуха при смене воздушных масс и, следовательно, изменения подъемной силы дыма. Тоже относится и к низкому полету насекомоядных птиц перед дождем: в менее плотном воздухе мелким насекомым сложно подняться на большую высоту. Закрытие некоторых цветков перед дождем связано с быстрым ростом влажности (растения таким образом защищают пыльцу от намокания). Однако применение термометра, барометра и гигрометра в таком случае все равно дает значительно лучший результат прогнозирования, чем наблюдение за дымом, птицами и цветами.

## Примеры погодных примет

### Приметы весной
- Жаворонки летят — к теплу, зяблики — к стуже.
- Гуси высоко летят — много воды будет.
- Из берёзы течёт много сока — к дождливому лету.
- Облака плывут высоко — к хорошей погоде.
- Воробьи купаются в песке — к дождю.
- Если кот спит на полу — к теплу.

### Приметы летом
- Перед ненастьем птицы звонко поют.
- Перед дождём цветы обычно закрываются.
- Лягушки квакают в пруду — к дождю.
- Птицы низко летают — к дождю.

### Приметы осенью
- Гром в сентябре предвещает теплую осень.
- Осень будет теплой, если до позднего лета цветут анютины глазки, лютики, маргаритки, тысячелистник, клевер.
- Птица на крышу садится — к непогоде.
- Домашняя птица прячет голову под крыло — к холоду.
- Поздний листопад — к суровой и продолжительной зиме.
- Появились комары поздней осенью — к суровой зиме.
- Ласточки низко летают — к дождю.

### Приметы зимой
- Ворона купается в луже — к ненастью.
- Воробьи громко кричат — к метели.
- Ворона под крыло прячет голову — к холоду.
- Если небо над лесом посинеет — к теплу.
- Вечерние зори быстро перегорают — к оттепели.
- Деревья покрылись инеем — к метели.
- Кошка прячет нос — к холоду.

### На английском
- Южный ветер несёт в зубах дождь (англ. A wind from the south has rain in its mouth).
- Если в погоде с падающим барометром формируются перистые облака, то скорее всего будет дождь (англ. If cirrus clouds form in weather with a falling barometer, it is almost sure to rain).

### На китайском
- Белый журавль долго поёт — зовёт большой снег, кукушка коротко кричит — просит дождя  (кит. упр. 白鹤长鸣邀瑞雪，布谷短啼求雨来).